# Constantin Gheorghiu
Constantin Gheorghiu (ur. 1 czerwca 1933 w Bukareszcie) – rumuński bokser, medalista mistrzostw Europy w 1961 i uczestnik igrzysk olimpijskich w 1960.
Wystąpił w wadze koguciej (do 54 kg) na mistrzostwach Europy w 1959 w Lucernie, gdzie odpadł po wygraniu jednej i przegraniu drugiej walki eliminacyjnej. Na igrzyskach olimpijskich w 1960 w Rzymie dotarł do ćwierćfinału wagi piórkowej (do 57 kg), w którym uległ Williamowi Meyersowi ze Związku Południowej Afryki. Na mistrzostwach Europy w 1961 w Belgradzie zdobył brązowy medal w kategorii piórkowej po wygraniu dwóch pojedynków i porażce w półfinale z Francisem Taylorem z Anglii.
Gheorgiu był mistrzem Rumunii w wadze piórkowej w 1960 i 1961, wicemistrzem w wadze koguciej w 1957 i w wadze piórkowej w 1962 oraz brązowym medalistą w wadze koguciej w 1958 i 1959 i w wadze piórkowej w 1964.